# Mordella duplicata
Mordella duplicata es una especie de coleóptero de la familia Mordellidae.

## Distribución geográfica
Habita en Croacia, Turquía y Chipre.